# 17 девушек (фильм)
«17 девушек» (фр. 17 filles) — кинофильм режиссёров Дельфина и Мюриэль Кулин, вышедший на экраны в 2011 году. Премьера фильма состоялась на Каннском кинофестивале 2011 года, а затем 14 декабря 2011 года он был показан в кинотеатрах Франции.
Фильм был вдохновлен предполагаемым соглашением о беременности, которое имело место в средней школе Глостера в Массачусетсе в 2008 году, и на котором также основан американский фильм 2010 года «Договор на беременность».

## Сюжет
Камилла ― девочка-подросток, которая забеременела от своего бывшего сексуального партнера после того, как порвался презерватив. Камилла живет со своей перегруженной работой, матерью-одиночкой, которую она считает невнимательной, в то время как ее старший брат недавно вернулся домой из-за границы, где участвовал в войне в Афганистане. Она рассказывает о своей беременности своим четырем подругам – неуверенной в себе Джулии, умной Флавии, наивной Клементине и практичной Матильде – и не уверена, хочет ли она делать аборт. В конце концов Камилла решает оставить ребенка, так как считает, что это подтолкнет ее к тому, чтобы что-то изменить в своей жизни, и что ребенок подарит ей безусловную любовь.
Когда слухи о беременности Камиллы распространились по всей школе, Флоренс, непопулярная ученица, которую Камилла и ее друзья неоднократно отвергали, призналась Камилле, что она тоже беременна, и Камилла пригласила ее присоединиться к своей группе друзей. Камилла сообщает своей матери, что беременна и хочет оставить ребенка у себя, что приводит к ссоре между ними, в ходе которой Камилла утверждает, что она будет более понимающей матерью для своего будущего ребенка, чем ее мать была для нее.
Камилла предлагает своим подругам вместе с ней и Флоренс забеременеть, поскольку они были бы более понимающими матерями, чем их родители, и могли бы вместе растить своих детей. В то время как Джулия, Флавия и Клементина положительно реагируют на это предложение, Матильда отказывается участвовать. На вечеринке в выходные Камилла впервые после их сексуального контакта разговаривает с отцом своего ребенка и соглашается позволить ему не брать на себя родительских обязанностей после рождения ребенка, позже поведав Джулии этот разговор. Джулия и Флавия продолжают заниматься незащищенным сексом с мальчиками с намерением забеременеть от них, причем Джулия занимается сексом с отцом ребенка Камиллы, спросив у нее разрешения. Несмотря на попытки заняться сексом, Клементина расстраивается из-за того, что не может найти парня, с которым можно было бы заняться сексом, полагая, что окружающие смотрят на нее как на маленькую девочку, а не как на молодую женщину.
Вскоре после этого Джулия и Флавия обнаруживают, что беременны и это вызывает споры в их школе, поскольку преподаватели пытаются найти способы борьбы с растущим числом подростковых беременностей среди своих учениц. Девочки планируют переехать от своих родителей и жить на пособие, вместе воспитывая детей в своей собственной коммуне. Вскоре все больше девочек в школе, не входящих в круг общения Камиллы, также начинают беременеть, что вызывает еще большее беспокойство у родителей, мальчиков в школе и преподавателей, которые угрожают исключить Камиллу из школы, в то время как история начинает распространяться и через средства массовой информации. Отчаявшись присоединиться к своим друзьям, Клементина предлагает одинокому парню оплодотворить её за 50 евро; несмотря на первоначальное отклонение ее предложения, он в конце концов соглашается, и Клементина беременеет.
По мере того как Камилла начинает планировать свое будущее как матери, ее отношения с собственной матерью начинают улучшаться. Тем временем родители Клементины агрессивно реагируют на известие о том, что она беременна, и с помощью Камиллы и других девочек она убегает жить в заброшенном передвижном доме в Этеле, где они намерены основать свою коммуну. Оставшись одна в передвижном доме во время грозы, Клементина решает вернуться к своим родителям, которые принимают её беременность. Позже девочки узнают, что Флоренс на самом деле не беременна и все это время лгала, они выгоняют ее из группы.
После небольшой дорожной аварии у Камиллы случился выкидыш. После этого Камилла и ее мать исчезли из города, не сообщив никому из своих друзей, куда она направляется, и связались со своими бывшими друзьями только после рождения их детей. Остальные беременные девушки рожают своих детей, но теряют связь и в конечном итоге не воспитывают их вместе, как планировали изначально.

## В ролях
- Луиз Гринбер ― Камилла
- Джульетт Дарш ― Жюлия
- Роксана Дюран ― Флоранс
- Эстер Гаррель ― Флави
- Солен Риго ― Матильда

## Критика
Журнал Premiere magazine сравнил фильм с «Девственницами-самоубийцами» Софии Копполы, отметив, та же вялая попса, та же слегка зернистая картинка, тот же разношерстный женский состав, то же отсутствие мальчиков, сведенных к ролям марионеток.